# Grafmonument van de familie Dorrepaal
Het grafmonument van de familie Dorrepaal op begraafplaats Zorgvlied in de Nederlandse stad Amsterdam is een rijksmonument.

## Achtergrond
Het mausoleum werd eind 19e eeuw opgericht voor de familie Dorrepaal. Georgius Leonardus Dorrepaal (1816-1883) was bankier en handelaar in Semarang, hij overleed in Amsterdam. Hij was getrouwd met Ludovica Manuel (1817-1896).

## Beschrijving

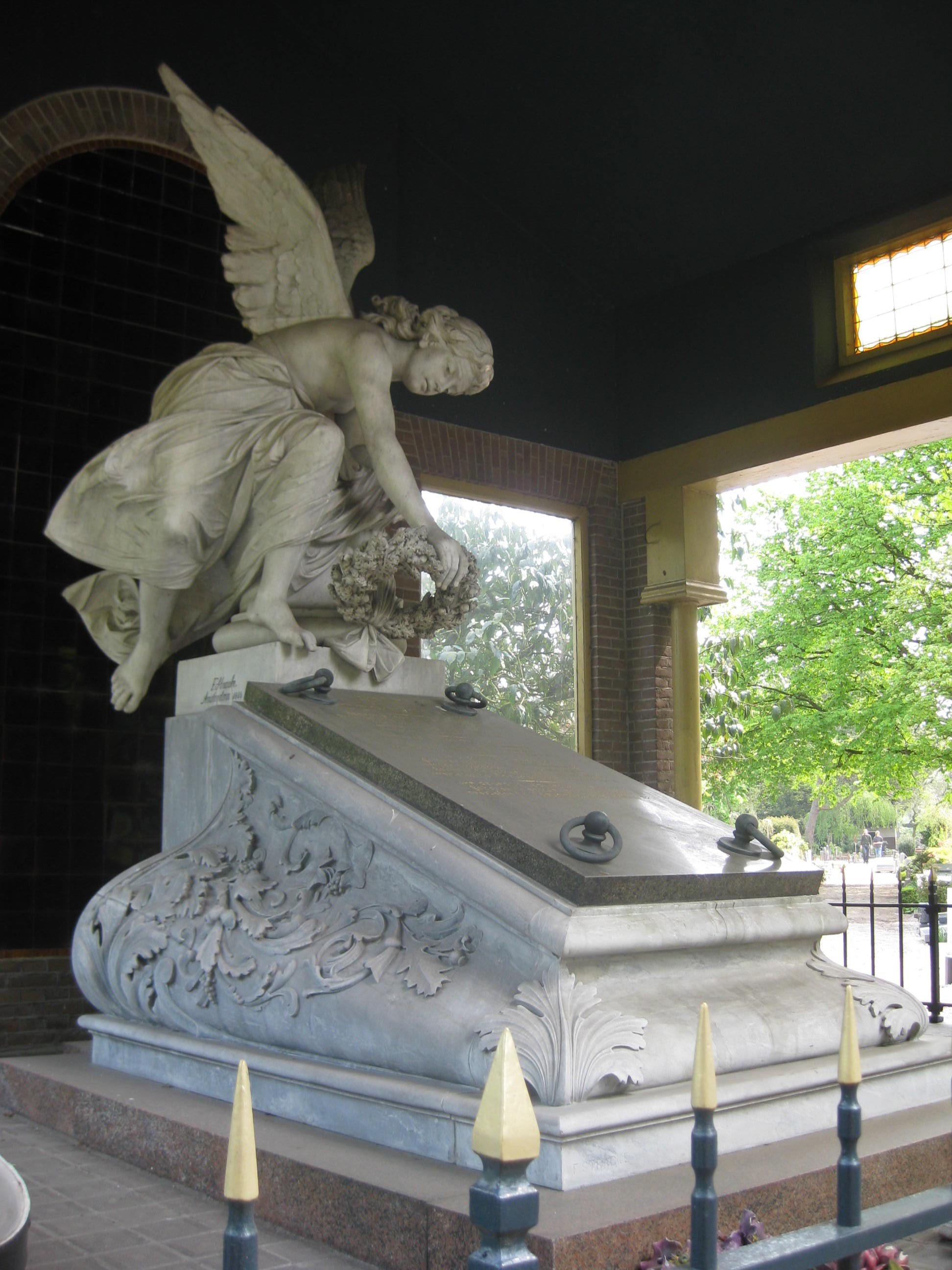
Close-up

Centraal in het monument bevindt zich een tombe met een liggende, hellende deksteen met vier hijsogen. Aan het hoofdeinde staat een marmeren beeld van een engel die met een lauwerkrans bij het graf knielt. De engel werd in 1886 gemaakt door de beeldhouwer Frans Stracké. Aan weerszijden van de zerk liggen twee graftrommels.
De overkapping, met een met leien bedekte zadeldak, dateert uit het begin van de 20e eeuw. Aan drie zijden is het geheel open, achter de engel is een gemetselde achterwand geplaatst.

## Waardering
Het grafmonument (grafnr. O-I-235) werd in 2008 in het Monumentenregister opgenomen vanwege het "algemeen belang wegens cultuur-, architectuur- en funerair-historische waarde".